# Volo Air France 178
Il volo Air France 178 era un collegamento aereo intercontinentale sulla linea regolare Parigi-Saigon. Il 1º settembre 1953 era operato da un Lockheed L-749A Constellation che precipitò sul monte francese Cimet durante il volo sulla tratta Parigi-Nizza.
Tutti i 42 occupanti dell'aereo morirono, nove componenti dell'equipaggio e 33 passeggeri, tra cui il violinista francese Jacques Thibaud. L'incidente è citato anche come disastro aereo del Monte Cimet sui mezzi d'informazione francesi dell'epoca.

## L'aereo
L'aereo era un quadrimotore Lockheed L-749 Constellation con marche F-BAZZ, numero di linea 2674 e consegnato ad Air France il 18 luglio 1951.

## L'incidente
Il Constellation operava la rotta regolare Parigi-Saigon con partenza da Orly alle 22:00 del 1º settembre: il volo sarebbe poi dovuto proseguire per Nizza con arrivo alle 23:55, Beirut, Baghdad, Karachi, Calcutta e da lì raggiungere la destinazione finale di Saigon, all'epoca protettorato francese. Alle 23:25 il velivolo chiese il permesso di scendere da 13 600 piedi (4145 m) a 11 500 piedi (3505 m) per evitare i violenti temporali locali segnalati. Circa alle 23:30 gli abitanti di Fours-St. Laurent furono testimoni, da circa 16 chilometri di distanza, dell'incidente sulle pendici del monte Cimet e videro il velivolo in fiamme appena sotto la cima del Cimet. Una squadra di soccorso lasciò Fours-St. Laurent circa 90 minuti dopo l'incidente, arrivando sulla scena del disastro alle 5:25; successivamente la squadra fu raggiunta da un medico e un infermiere partiti da Barcelonnette e da due squadre di Chasseurs Alpins, equipaggiate con radio con cui riferirono alle 6:45 che non erano stati trovati sopravvissuti.

## Passeggeri
Il velivolo trasportava 33 passeggeri, 3 dei quali imbarcati con destinazione Beirut e 30 con destinazione Saigon: fra questi ultimi si trovava il celebre violinista francese Jacques Thibaud accompagnato dalla figlia Suzanne e dal pianista René Herbin. Thibaud aveva con sé il proprio prezioso violino Stradivari, andato distrutto nell'incendio. Fra le vittime della sciagura anche un bambino di pochi mesi, diretto a Saigon con la famiglia.

## Commemorazioni
L'anno successivo, il 1º settembre 1954, venne eretta una croce sul luogo dell'incidente e deposta una targa all'entrata del villaggio di Saint-Laurent.
Ancora nell'anno 2009 sul luogo del disastro era possibile rinvenire parti dell'aeroplano precipitato sparse sulla montagna.